# Velódromo de Aguadilla
El Velódromo de Aguadilla es el nombre que recibe una instalación deportiva ubicada en la localidad de Aguadilla en el estado libre asociado de Puerto Rico, una isla caribeña vinculada a Estados Unidos. Se trata de uno de los tres principales velódromos en Puerto Rico siendo los otros los del Country Club y el de Coamo. Tiene capacidad para 600 espectadores y fue construido en los terrenos que antes ocupaba una antigua base aérea (Ramey).
El espacio fue subsede de los eventos de ciclismo en los XXI Juegos Centroamericanos y del Caribe Tuvo un costo aproximado de 2,4 millones de dólares, y después de los juegos ha sido usado como centro de entrenamiento para atletas locales.